# Groß Schmölen
Das Dorf Groß Schmölen ist ein Ortsteil der Stadt Dömitz im Amt Dömitz-Malliß im Landkreis Ludwigslust-Parchim in Mecklenburg-Vorpommern. 

## Geografie und Verkehrsanbindung
Groß Schmölen liegt östlich der Kernstadt Dömitz. Südlich fließt die Löcknitz und südwestlich die Elbe. Südwestlich verläuft die B 195. Südwestlich erstreckt sich das ehemalige Naturschutzgebiet Binnendünen bei Klein Schmölen und südlich das ehemalige Naturschutzgebiet Löcknitztal-Altlauf.
Groß Schmölen ist landwirtschaftlich geprägt.

## Sehenswürdigkeiten
In der Liste der Baudenkmale in Dömitz sind für Groß Schmölen sieben Baudenkmale aufgeführt: vier Wohnhäuser, zwei Scheunen und ein Hallenhaus.